# NEWSROOM TOKYO
『NEWSROOM TOKYO』（ニュースルーム・トウキョウ）は、NHKワールドTVが2015年3月30日より放送している、報道番組である。

## 概要
国際放送にて、同局が定時ニュース番組として放送していた、『NHK NEWSLINE』の20時枠をワイドニュースに番組編成を変更。2015年3月13日に新年度番組発表会にて、記者会見を行った。また、番組開始直前の時期に、総務省の「NHK海外情報発信強化に関する検討会」の中間報告にて、完全ニュースチャンネル化の意見が提出された時期でのテコ入れであった。
当該番組は、日本やアジア諸国では1日の終わりに差し掛かり、またヨーロッパでは1日の中間、アメリカ大陸では1日の始まりに当たる区切りの良い時間帯に、日本とアジアのその日1日を振り返り、取材に当たるNHKの国内放送局、国内外の支局などの記者からの報告や、専門家などの解説を加えて、日本とアジアの今を多角的に追及するものである。また経済とエンターテインメントに造詣の深い専門家をコーナーキャスターに迎え、経済・産業や、日本のポップカルチャー、映画・演劇、音楽に関する最新情報も提供する。

## 出演者
NHKでは、2020年3月30日から日本人は英語放送でも自身の名前はファーストネームからでは無く苗字から名乗る指針を視聴者に説明した

### 現在

#### アンカー
吉岡のアンカー就任後は、新型コロナウィルスの蔓延防止の観点から、スタジオの三密を防ぐため、隔週出演に変更
放送回によって別府、中山が海外取材、中継の場合、渋谷1人の場合が有った
- Aki Shibuya 渋谷亜希（女優） - 2015年3月30日 -
- Takuma Yoshioka 吉岡拓馬（NHK国際局記者、元香港支局長、京都放送局、名古屋放送局） - 2020年8月24日 -

#### キャスター
- 経済ニュース担当
  - Yuko Fukushima 福島優子（NHKワールドTV専属キャスター） - 2015年3月30日 -

- LIVE from BANGKOK 担当（アジア総局から東南アジア、オセアニア、インド等の地域のニュースを伝える）※日替わりで担当
  - Patchari Raksawong（フリーアナウンサー、NHKアジア総局特派員、Met 107FM（英語版）アナウンサー）
  - Dhra Dhirakaosal（フリーアナウンサー、NHKアジア総局特派員、タイ国営放送（英語版）キャスター）
  - Roselyn Debhavalya - 2017年7月10日 -
  - Cholaphansa Narula（フリーキャスター、司会者、元Channel3（英語版）プレゼンター） - 2017年7月10日 -

### 過去

#### アンカー
- Shoichiro 'Sho' Beppu 別府正一郎（当時：NHK国際局記者） - 2015年3月30日 - 2017年6月9日[6][7]
- Hideki Nakayama 中山秀輝（NHK国際局記者、元ドバイ、テヘラン支局長） - 2017年7月10日 - 2020年4月3日

#### キャスター
- Marie Yanaka 谷中麻里衣（タレント・フリージャーナリスト） - 2015年4月 - 2017年3月※カルチャー・エンターテインメント情報担当[8]。現在も政治・経済関係のニュースでの記者レポートで出演する場合もある。
- Aiko Doden 道傳愛子（NHK国際局チーフプロデューサー兼解説委員、元アナウンサー） - 2017年6月12日 - 2017年7月7日[9]
- Cathy Cat カティー・キャット（YouTuber、コスプレイヤー） - 2017年4月14日 - 2018年3月30日[10][11]※CAT'S EYE（カルチャー・エンターテインメント情報）担当。2021年より、鉄道情報番組「japan Railway Journal」（NHKワールドで木曜日、BS1で翌週水曜早朝＝テーブル上は火曜深夜放送）のパーソナリティーを務めている

### 補足
渋谷、道傳、谷中の各氏は平日の「NHK NEWSLINE」の定時ニュース終了後に15分間随時放送される「NEWSLINE IN DEPTH」にも交代で担当しニュース解説を行っている。

## タイムテーブル
以下は40分番組だった2018年4月2日時点
放送日のニュースラインナップによって、コーナーの前後有
- 00分: Opening / HEADLINE
- 01分: NEWS
- 10分: BUSINESS
- 18分: LIVING OF ASIANSTORY OF BANGKOK STUDIO
- 30分: PEOPLE and PLACES（月 - 金曜） / THE FOCUS（月 - 金曜）※不定期[12][13][14] / FACES of JAPAN※不定期 / HOME away from HOME※不定期 / Road to Tokyo 2020※不定期 / PICK AND SEARCH（木、金曜）※不定期
- 35分: WEATHER
- 39分: Closing / BACK HEADLINE

2023年4月3日生放送分から、トピックスや解説コーナー（「PEOPLE and PLACES」/「THE FOCUS」）に相当する箇所は「NEWSLINE IN DEPTH」に事実上統合したため、主要ニュース、バンコクからの東南アジア関係のニュース、経済ニュースなどのストレートニュース主体の構成に見直された。またこれをきっかけに「IN DEPTH」の初回放送をこれまでの日本時間9:15-9:30（月曜朝のみ9:10-9:25）から、20:27-20:40放送分（20時台と翌3時台は13分、他は15分だが実際には2分間のステーションブレークがあるため実勢は13分。21時台の「IN DEPTH」の再放送はなし。祝日と重複する日は原則として19:15-19:30）が初回放送となった。

## 放送時間
※JST表記

### 現在
- 平日：20:00 - 20:27[16] - 2023年4月3日 -
- 再放送：当日21:00 - 21:30，翌日3:00 - 3:27[16][17] - 2023年4月3/4日 -

### 過去
- 平日：20:00 - 20:45 - 2015年3月30日 - 2018年3月30日
- 平日：20:00 - 20:40[16] - 2018年4月2日 - 2023年3月31日
  - 再放送：翌日3:00 - 3:40[16][18]  - 2018年4月3日 - 2023年4月1日[17]

### 特記事項
日本国の祝日、ゴールデンウィーク、お盆休み（8月上‐中旬2週間程度）、年末年始（12月下旬-1月上旬2週間程度）休暇時は、国際局の特別編成のため放送休止。この場合は通常の『NHK NEWSLINE』（20時台は15分、3時台は10分　年末年始など特別編成の時は双方10分となる場合もある）を放送したのち、特別番組を放送するが、時間帯によっては（特に20時台）『NEWSLINE IN DEPTH』が放送される場合もある。
2020年4月7日に首相官邸から新型コロナウイルスの感染拡大に伴う緊急事態宣言以後、2020年4月13日から6月26日迄『NHK NEWSLINE』の放送枠に宛てがう為、番組休止となり、残りの時間帯は上記の特別編成に準じる番組構成を行った。